# 郭婕祈
郭婕祈（1985年8月16日—），藝名MeiMei，台灣女藝人，擁有四分之一日本血統，喬治工商電影電視科畢業。在《我愛黑澀會》中被選中為第一批正式出道的九位黑澀會美眉團員裡的副團長，亦是《我愛黑澀會》第三任班長，舞藝精湛是MeiMei的標誌，曾在節目中拿下好幾度比賽冠軍。

## 經歷

### 2010年：退出团体黑Girl
3月17日，因加盟傳奇星娛樂，正式宣佈退出黑Girl，Channel V亦證實舊有的黑Girl已經正式解散。

### 2012年：合约期满、加入新公司
年底她離開傳奇星娛樂，加入秘密音樂並合作發行合輯單曲。

### 2015年：加入新公司
3月份正式加入無限志娛樂，並再次出現在幕前。

### 2016年：
7月份離開無限志娛樂。與林樂偉、紀妍、米亞若組成期間限定團體 M4。

## 音樂作品

### 單曲
- 想看著你 (與張齊郡合唱) (收錄於小宇宙2012末首張創團EP「I Need You」」)
- Just want you to Know (與林樂偉，紀妍，米亞若合唱) (收錄於M4數位單曲)

## 影視作品

### 電視劇
| 首播日期      | 播出頻道        | 劇名          | 飾演             |
| ------------- | --------------- | ------------- | ---------------- |
| 2007年7月15日 | 衛視中文台      | 黑糖瑪奇朵    | MeiMei（謝倩妮） |
| 2007年10月6日 | woo.com(網路劇) | 黑糖來了      | MeiMei           |
| 2008年7月26日 | 衛視中文台      | 黑糖群俠傳    | 聖女護法         |
| 2009年9月12日 | Channel V       | 廖問之越V風雲 | 千面人           |
| 2011年9月21日 | 台視            | 田庄英雄      | 顏如玉           |
| 2012年4月6日  | 台視            | 半熟戀人      | 女書迷           |

### 微電影
- 2012年《秘密鋼琴-約定》

### 短片
- 2014年【台灣好媳婦】這是女人矯情的舞台《轉身決定下半生》飾MeImEi
- 2014年唱KTV你是哪一型人《針針見血》
- 2014年阻止男友玩手機方法《七招有效》飾女朋友

### 音乐录影带(MV)
- 吳克羣
  - 2006年《男傭》
- MC耀宗 feat. 蚊子 WENZI+鮪魚 G-Yen
  - 2014年《So Shine》
- 陳睿纁
  - 2017年《胖是一種罪》

## 書籍作品
- 《Hey Girl Friend》(2009年)
- 《傳奇星★ 星の寫真記事》(2011年)

## 廣告
- 芬達凍感10下
- FIFA ONLINE2
- 鮮的每日C
- Edwin牛仔褲
- 新蜀山劍俠Online
- Hi-Chew「嗨啾」軟糖
- 爭鮮迴轉壽司
- Le tea「樂堤」cherry微發泡蘇打
- KnightsBridge服飾
- 潘朵拉的甜蜜衣櫥服飾
- Maybelline媚必臨水唇膏
- Yuskin護手霜

## 節目主持
- Channel V 
  - 《我愛黑澀會》
  - 《美眉普普風》
  - 《模范棒棒堂》（助教）
  - 《Love Love Love》

- TVBS-G 
  - 《娛樂新聞 ─ 美眉ㄅ ㄠ ˋㄅ ㄠ ˋ》

- 中視
  - 《我猜我猜我猜猜猜》
    - 2007年8月11日（助理主持人）
    - 2007年8月18日（助理主持人）

- 星空衛視
  - 《星空八爪娱之黑潮部落》

- 其他
  - 《2007台北最HIGH新年城跨年晚會》

## 外部連結
- MeiMei 郭婕祈的Facebook專頁
- MeiMei 郭婕祈的Instagram帳戶
- MeiMei郭婕祈的新浪微博